# Nurbanu Sultan
Nurbanu Sultan (n. 1525, Paros, Imperiul Otoman – d. 7 decembrie 1583, Constantinopol, Imperiul Otoman) a fost soția legitimă a sultanului Selim al II-lea (posibil din 1571).
Ea ar fi ajuns în harem în anul 1545, acolo unde s-a acomodat rapid. Și-a creat o relație de prietenie strânsă cu soacra ei, Sultana Hürrem. După 1566 ea a influențat radical politica imperiului otoman, puterea ei tot crescând până la moartea ei.
A fost mama sultanului Murad III și a deținut titlul de Valide Sultan timp de nouă ani (din 1574 până în 1583). Sunt destul de clare poveștile despre Nurbanu (pe numele ei creștin Cecilia Vernier Baffo) de dinaintea capturării sale. Era moștenitoarea familiilor Venier și Baffo. Deoarece Selim II nu era prea priceput și se lăsa pe brațele cadânelor haremului și a băuturii, Nurbanu s-a ocupat în special de scopul de a obține titlul de Valide Sultan. Selim II moare în anul 1574, în timpul unei orgii în Hammam cu mai multe cadâne, alunecând pe dușumea, șocul cranian fiind atât de puternic încât muri pe loc. Nurbanu l-a pus într-o cadă cu gheață, timp de 12 zile pentru ca Murad, viitorul Murad III să ajungă la Istanbul. Cu ajutorul lui Sokollu Mehmed Pașa, aceasta guverna neoficial Imperiul. Nurbanu a murit în iarna lui 1583, după ce a fost Valide Sultan 9 ani.

## Viața din familia venețiană
Nurbanu, pe numele ei Cecilia, din unele surse Olivia, iar din altele Rachel a fost fiica lui Nicolo Venier și Violenta Baffo. Viața ei este puțin neclară în această perioadă și nu se știu prea multe.

## Legături de familie
Multe surse spun că Safiye Sultan, tot de origine venețiană, întâmplător sau nu favorita fiului sau, Murad, este chiar o descendentă a familiei Venier Baffo. Unele surse spun că aceasta nu a fost pe deplin mulțumită și pe vremea când a fost Valide Sultan a încercat să schimbe concubina fiului său.

## Apariții în viața cotidiană
Nurbanu Sultan apare ca personaj în sezonul al IV-lea din serialul turcesc Muhteșem Yüzil, fiind interpretată de actrița Merve Boloğur.